# Nusatidia melanobursa
Nusatidia melanobursa là một loài nhện trong họ Clubionidae.
Loài này thuộc chi Nusatidia. Nusatidia melanobursa được Christa L. Deeleman-Reinhold miêu tả năm 2001.